# Julius Geisendörfer

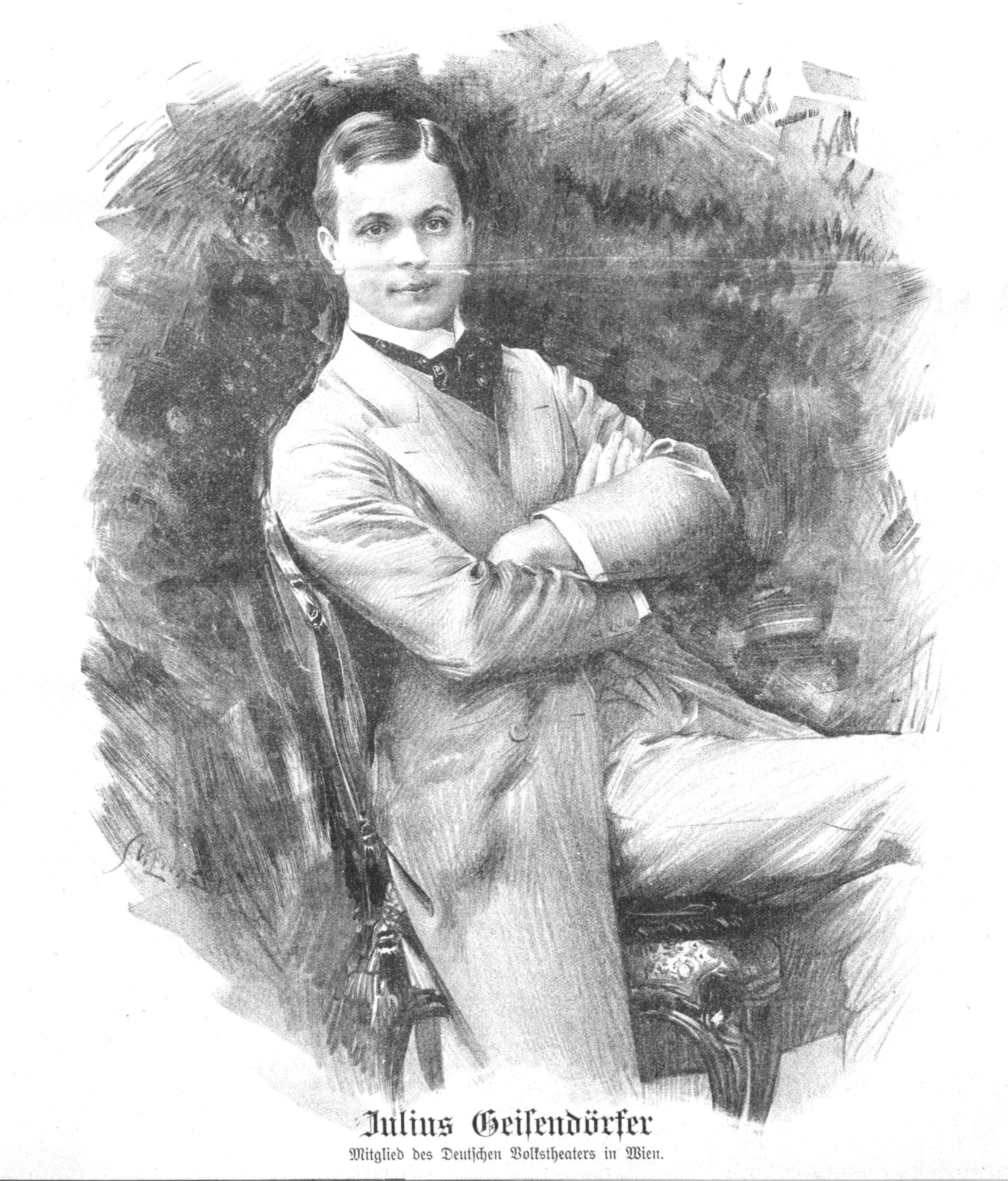
Julius Geisendörfer im Jahr 1901

Julius Geisendörfer (3. April 1878 in Karlsruhe – 25. März 1953 in Berlin) war ein deutscher Schauspieler und Regisseur.

## Leben
Auf Anraten des Direktors des Hoftheaters O. W. Hanke wirkte Geisendörfer, Sohn eines Fabrikanten, bei einer von Dilettanten dargestellten Gustav-Adolf-Aufführung mit, und von nun ab stand sein Entschluss fest, sich gänzlich der Bühne zu widmen. Er nahm Unterricht bei Wilhelm Wassermann, besuchte aber nebenbei die Karlsruher Hochschule (Literatur).
Hierauf wurde er ans dortige Hoftheater engagiert (1896), woselbst er als „junger Kleriker“ in Wildenbruchs König Heinrich debütierte. 1897 kam er als erster jugendlicher Held ans Stadttheater nach Lübeck (Antrittsrolle „Melchthal“), 1898 wurde er fürs Deutsche Theater verpflichtet, nachdem er als „Teja“ und „Fritzchen“ mit Glück debütiert hatte (Antrittsrolle „Laertes“). Hierauf ging er 1899, um sich zu vervollkommnen, an das fürstliche Theater nach Gera (Antrittsrolle „Leon“ in Weh’ dem, der lügt) und hatte daselbst Gelegenheit, sich sowohl als jugendlicher Held wie als jugendlicher Charakterspieler, erster Bonvivant und schüchterner Liebhaber zu erproben.
Von 1900 bis 1901 wirkte er an der Secessionsbühne in Berlin (Antrittsrolle „Lind“ in Komödie der Liebe) und trat hierauf in den Verband des deutschen Volkstheaters in Wien (Antrittsrolle „Mortimer“).
Der Künstler, zu dessen Hauptrollen bis dahin namentlich „Carlos“, „Leon“, „Rustan“, „Prinz von Homburg“, „Max Piccolomini“, „Hamlet“, „Narr“ im Lear, „Bugslaff“ in Hans Lange etc. gehörten, hatte sich mit Geschick und Talent rasch in das am Volkstheater gepflegte Konversationsstück eingespielt. In größeren wie kleineren Rollen zeigte er sich als verständiger, begabter Schauspieler, der sich erfolgreich neben den bewährten Kräften dieses Instituts sehen lassen konnte. Die bewies er in Der neue Simson, als der „junge Rosenhagen“, „Kingsearl“ in Miß Hobbs, „Rodrigo“ in Florio und Flavio etc.
Zwischen 1915 und 1922 trat er in mehreren Filmen auf, bei Menschen im Rausch führte er auch Regie.

## Filmografie
- 1915: Die Schicksalsstunde auf Schloss Svaneskjöld
- 1918: Die Tänzerin Adina / Die Prinzessin Adina
- 1919: Das Ende vom Liede
- 1919: Verrat und Sühne
- 1919: Ewige Schönheit
- 1919: Sündiges Blut
- 1919: Verrat und Sühne
- 1920: Menschen im Rausch
- 1920: Sizilianische Blutrache
- 1920: Verkommen
- 1920: Föhn
- 1921: Im Strudel der Großstadt
- 1921: Menschen im Rausch
- 1922: Fridericus Rex – Teil 4: Schicksalswende